# Plymstock
Plymstock är en ort i distriktet, Plymouth, Storbritannien. Den ligger i grevskapet Devon och riksdelen England, i den södra delen av landet, 300 km väster om huvudstaden London. Plymstock ligger 27 meter över havet och antalet invånare är 24 103. Plymstock var en civil parish fram till 1967 när blev den en del av Plymouth, Brixton och Wembury. Civil parish hade 14 700 invånare år 1961. Byn nämndes i Domedagsboken (Domesday Book) år 1086, och kallades då Plemestoch/Plemestocha.
Terrängen runt Plymstock är huvudsakligen platt, men åt nordost är den kuperad. Havet är nära Plymstock åt sydväst. Runt Plymstock är det mycket tätbefolkat, med 1 135 invånare per kvadratkilometer. Närmaste större samhälle är Plymouth, 3,9 km väster om Plymstock. Trakten runt Plymstock består till största delen av jordbruksmark.